# Regensberg
Regensberg (zürichdeutsch Rägischbèèrg [ˈræɡiʃˌbɛːrɡ], auch d Buurg [t ˈbuːrɡ]) ist eine politische Gemeinde im Kanton Zürich, Schweiz. Sie gehört zum Bezirk Dielsdorf.

## Geografie
Das mittelalterliche Landstädtchen und frühere Zentrum des westlichen Zürcher Unterlandes liegt auf einem Felssporn der Lägern hoch über Dielsdorf. Zu Regensberg gehört auch die Hirsmühle, eine direkt an Dielsdorf angrenzende Wohnsiedlung mit einer alten Mühle.

## Wappen
Blasonierung:
In Rot über grünem Sechsberg ein in zwei Wolken endender silberner Regenbogen

## Geschichte

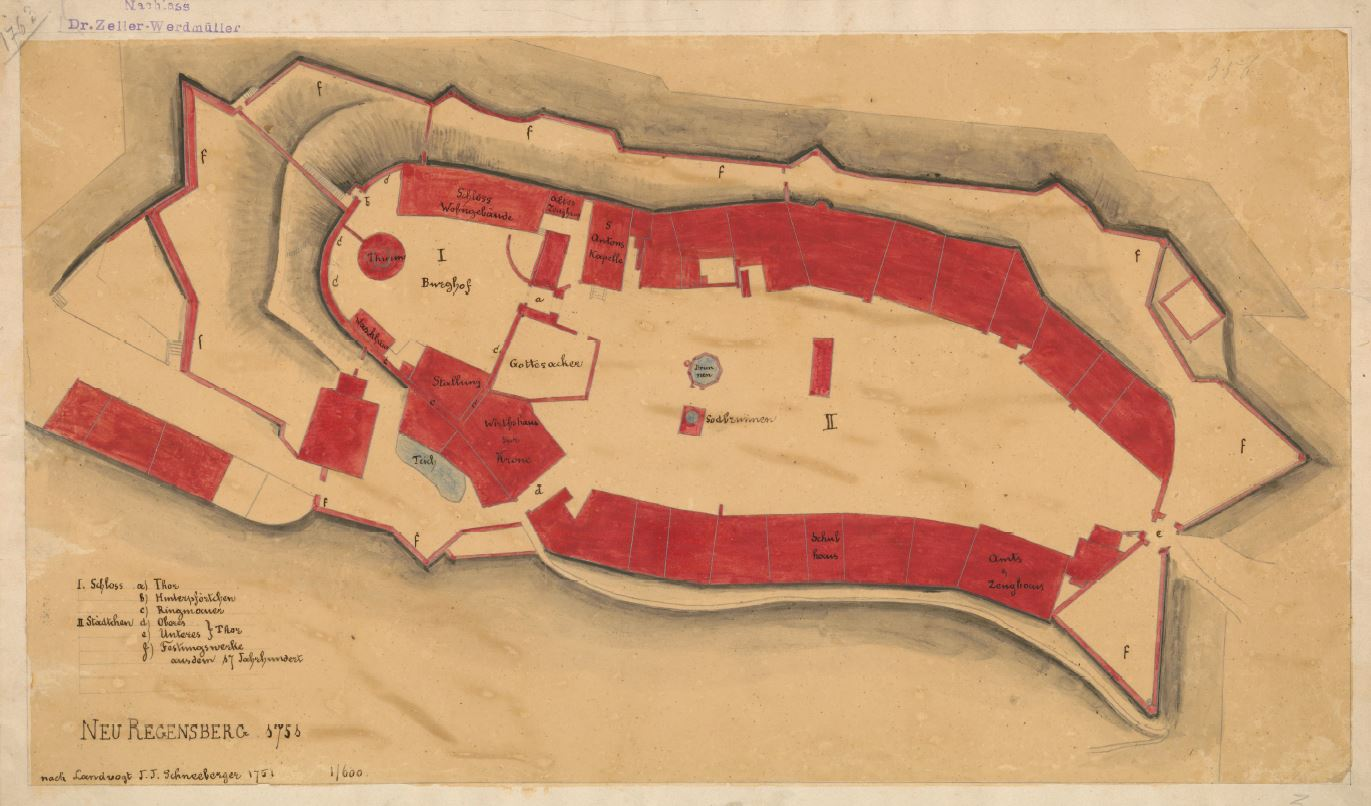
Plan des Städtchens Regensberg von 1751 mit barocker Stadtbefestigung aus dem 17. Jahrhundert
Historisches Luftbild von Werner Friedli (1955)

Das Städtchen Regensberg (bzw. damals Neu-Regensberg) wurde 1244 vom Freiherren Lütold V. von Regensberg gegründet. Die Stammburg der Regensberger (Alt-Regensberg) liegt auf dem Gebiet der Gemeinde Regensdorf, in der Nähe von Zürich-Affoltern und den Katzenseen. Ausschlaggebend für die Gründung von Regensberg war wohl die strategisch günstige Lage. 1302 war Lütold VII. gezwungen, das Städtchen den Habsburgern zu verkaufen, welche es 1409 an die Stadt Zürich verpfändeten.
1417 ging Regensberg endgültig in zürcherischen Besitz über und wurde Sitz eines Landvogts. 1443 wurde Regensberg im Verlaufe des Alten Zürichkriegs von den Eidgenossen belagert und erobert. Als 1798 die Helvetische Republik gegründet wurde, wurde es dem Distrikt Bülach angegliedert.
Nach dem Ende der Helvetischen Republik 1803 wurde es Bezirkshauptort; es verlor diese Funktion 1871 an Dielsdorf, welches durch den Eisenbahnbau an Bedeutung gewonnen hatte.
1972 wurde der Zweckverband Abwasserreinigung Fischbach-Glatt gegründet, welcher in Niederglatt eine Kläranlage für die angeschlossenen Gemeinden, darunter Regensberg, betreibt.

## Bevölkerung
| Jahr      | 1764 | 1850 | 1900 | 1950 | 2000 | 2005 | 2010 | 2015 | 2020 | 2022 |
| --------- | ---- | ---- | ---- | ---- | ---- | ---- | ---- | ---- | ---- | ---- |
| Einwohner | 248  | 343  | 379  | 440  | 440  | 452  | 488  | 465  | 461  | 466  |

2022 waren 42,9 % der Bevölkerung evangelisch-reformiert, 11,2 % römisch-katholisch, und 45,9 % hatte eine andere oder keine Konfessionszugehörigkeit.

## Politik
Der Gemeinderat (Exekutive) besteht aus fünf Personen. Er wird alle vier Jahre durch die Regensberger Stimmberechtigten neu gewählt. Seit 2021 ist Matthias Reetz (parteilos) Gemeindepräsident (Stand Dezember 2023). Er ist zugleich Vorstand des Ressorts Finanzen.
Bei der Nationalratswahl 2019 erreichten die Parteien folgende Wähleranteile: SVP 31,71 %, SP 15,73 %, FDP 14,65 %, glp 12,81 %, Grüne 12,38 %, CVP 4,80 %, EDU 3,26 %, EVP 2,33 %, BDP 1,30 % und andere (8) 1,03 %.
Die Wähleranteile bei der Nationalratswahl 2023: SVP 33,16 % (+1,45 %), SP 14,7 % (−1,02 %), FDP 13,62 % (−1,03 %), glp 13,21 % (+0,41 %), Grüne 10,03 % (−2,36 %), EDU 5,02 % (+1,76 %), Die Mitte 4,49 % (−1,61 %), EVP 3,2 % (+0,87 %), DLA 1,19 % (+1,13 %), andere (11) 1,37 %.

## Sehenswürdigkeiten
- Städtchen mit Schloss Regensberg (heute eine Sonderschule), Oberburg (befestigt) und Unterburg
- Schanze der Stadtbefestigung aus dem 17. Jahrhundert: Südöstliche Hälfte des Hornwerkes des ehemaligen Dielsdorfer Tores (Pro Castellis)
- Rundturm. Der Bergfried des Schlosses ist öffentlich zugänglich.

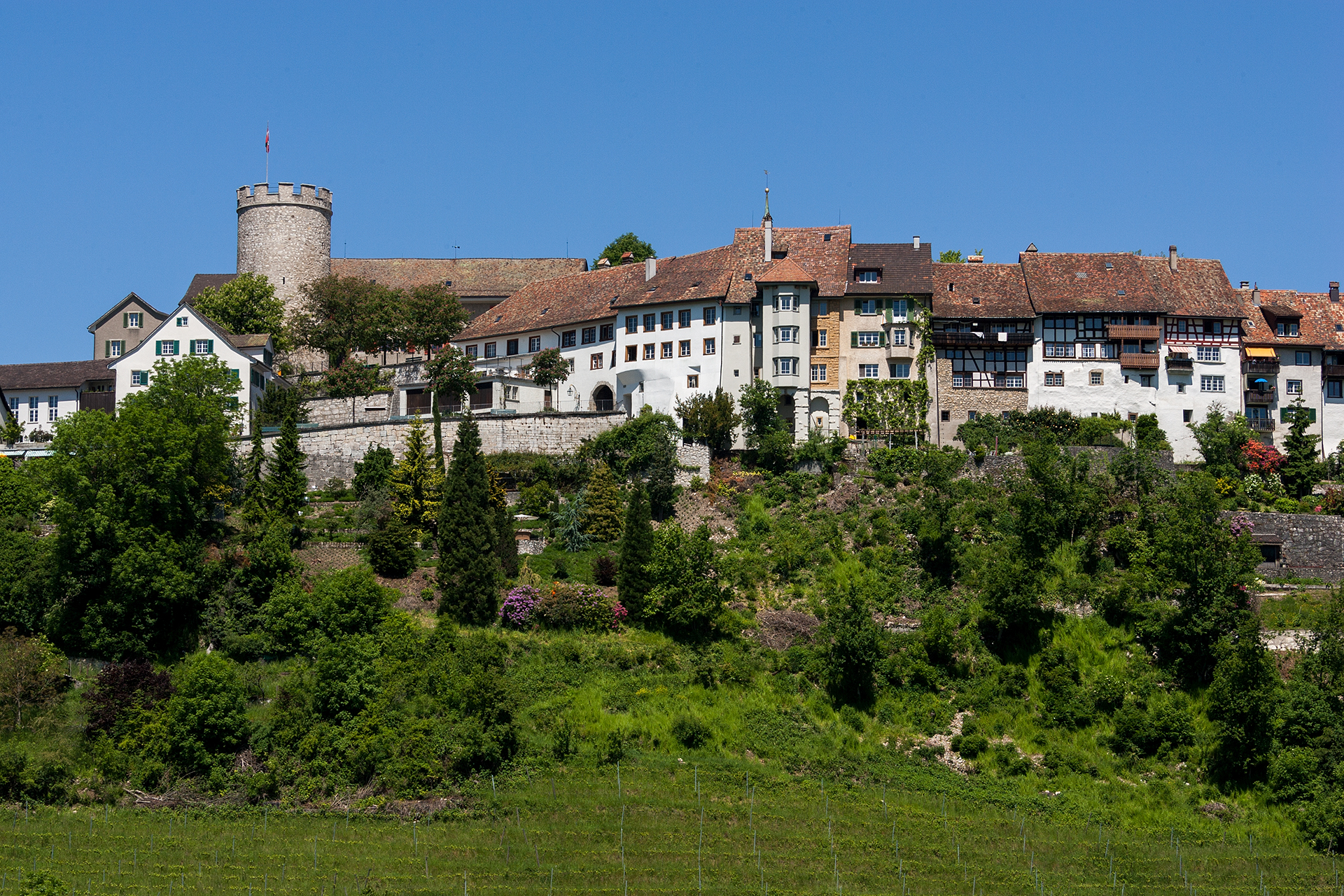
Regensberg
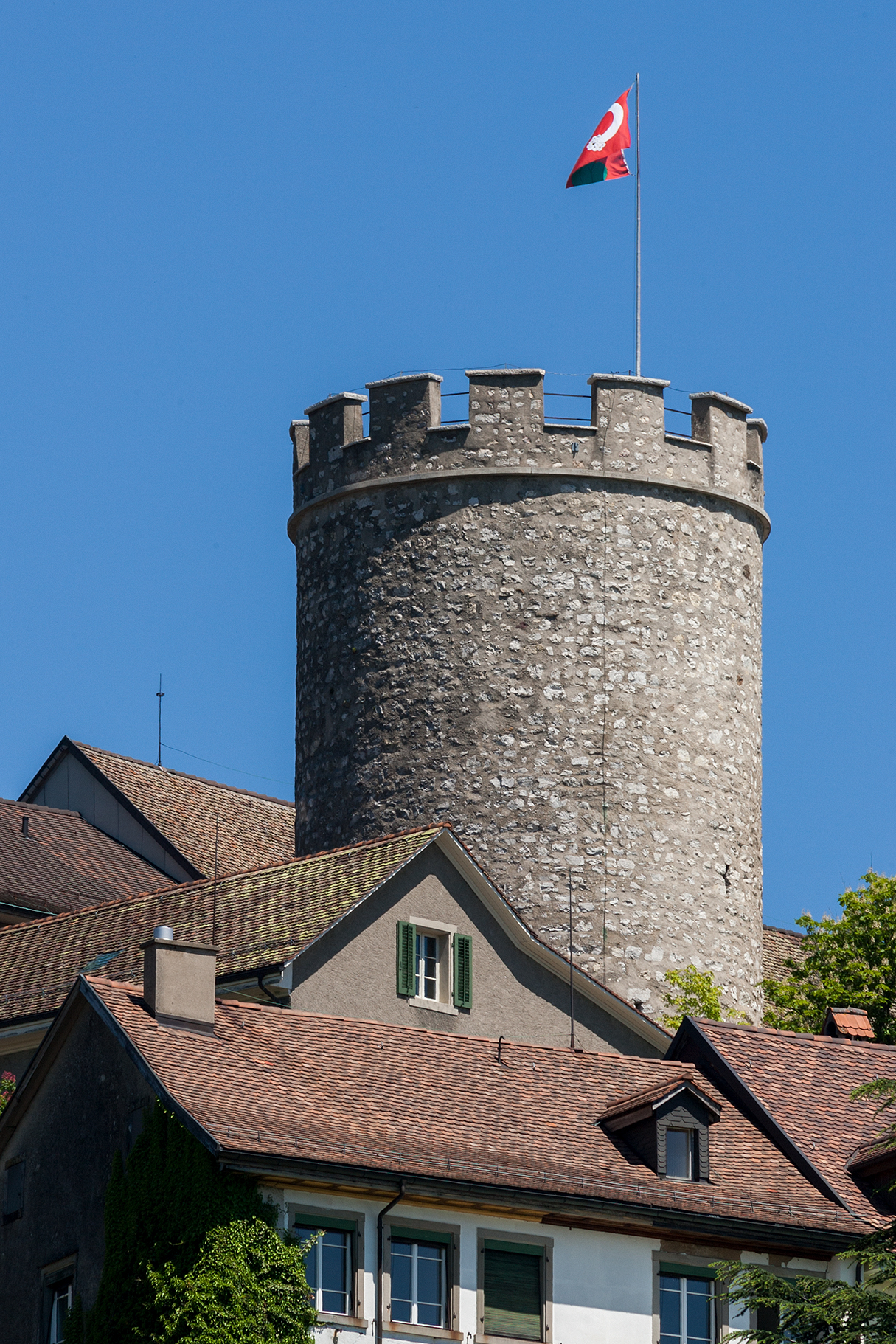
Schlossturm
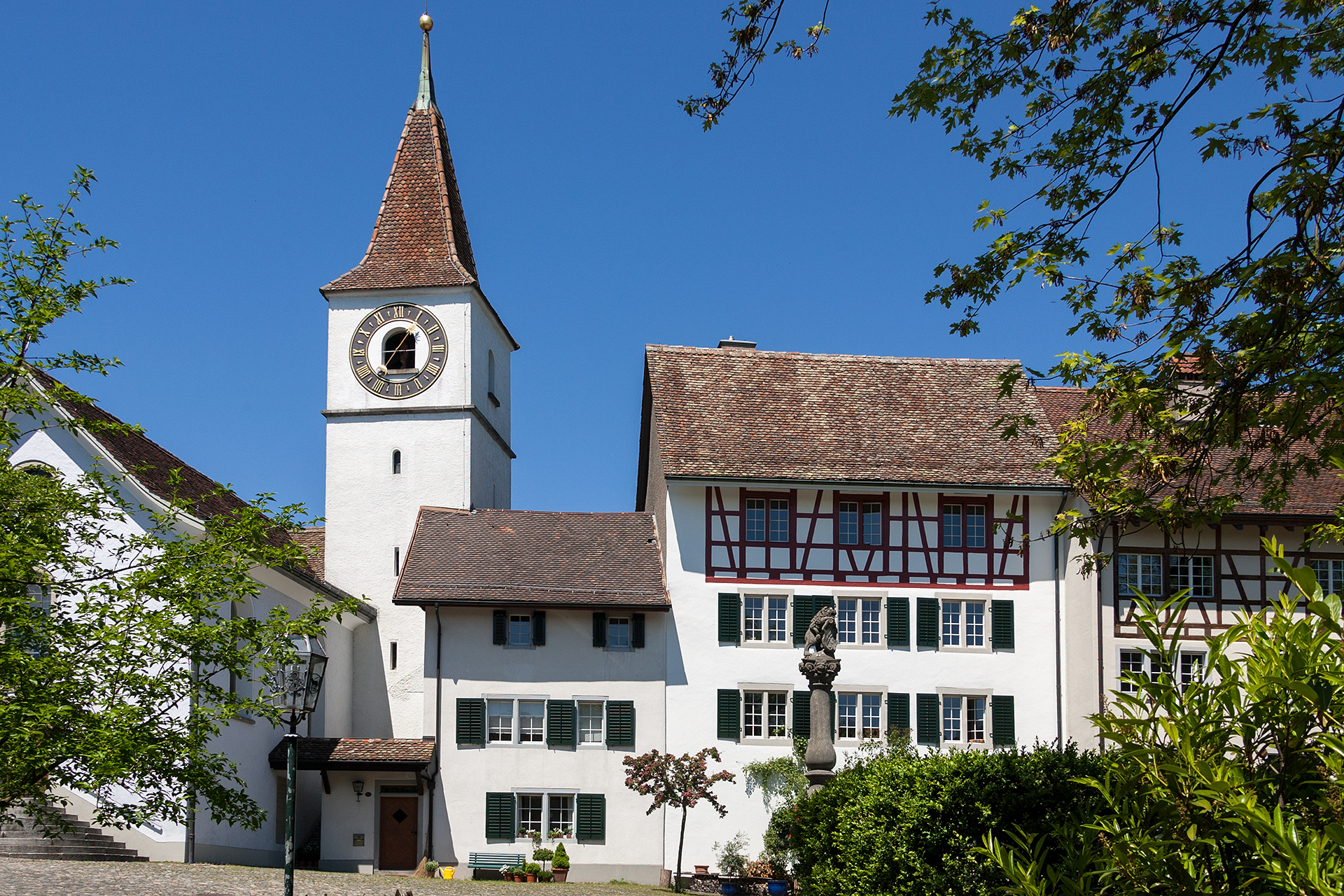
Kirche
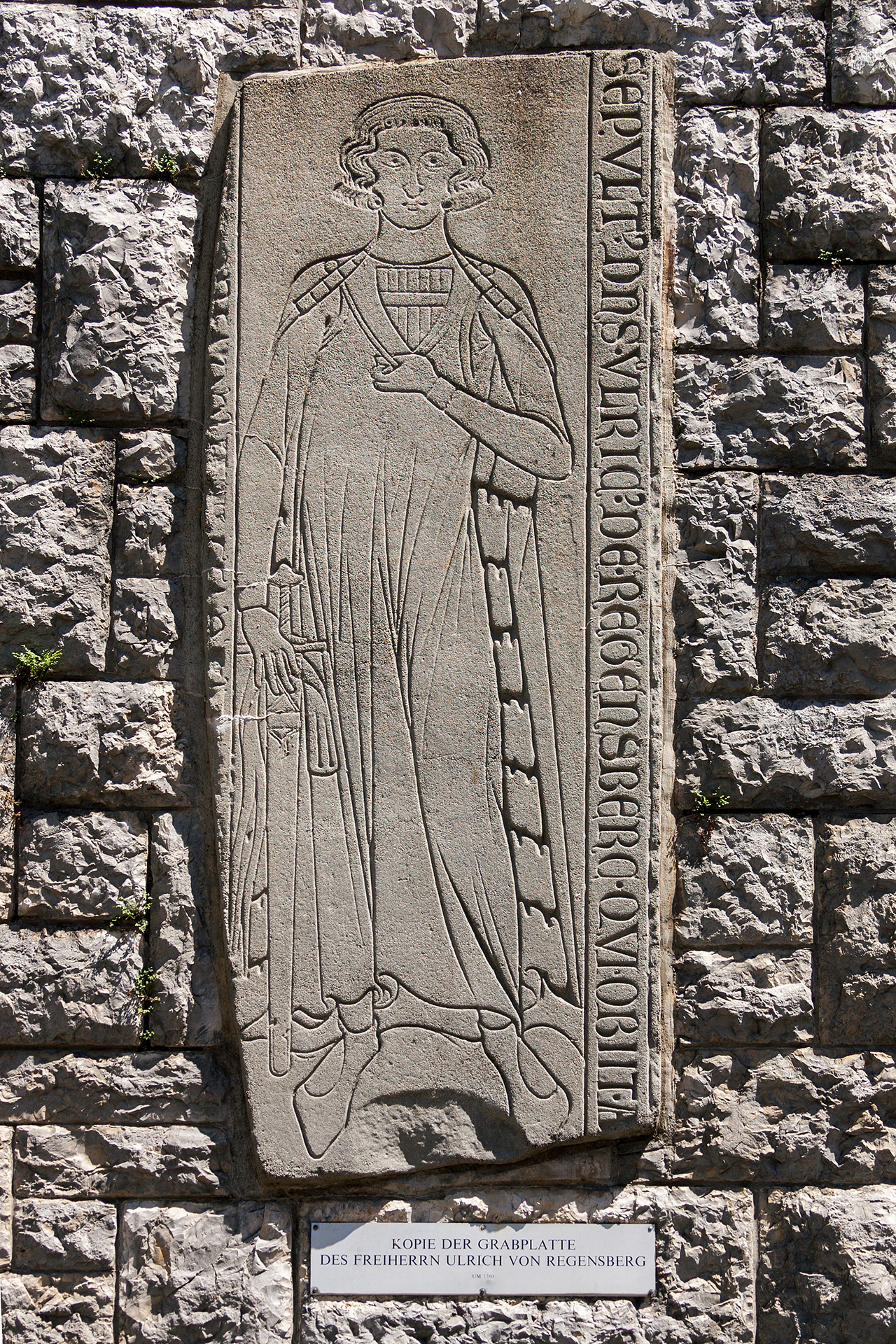
Grabplatte Ulrich v. Regensberg
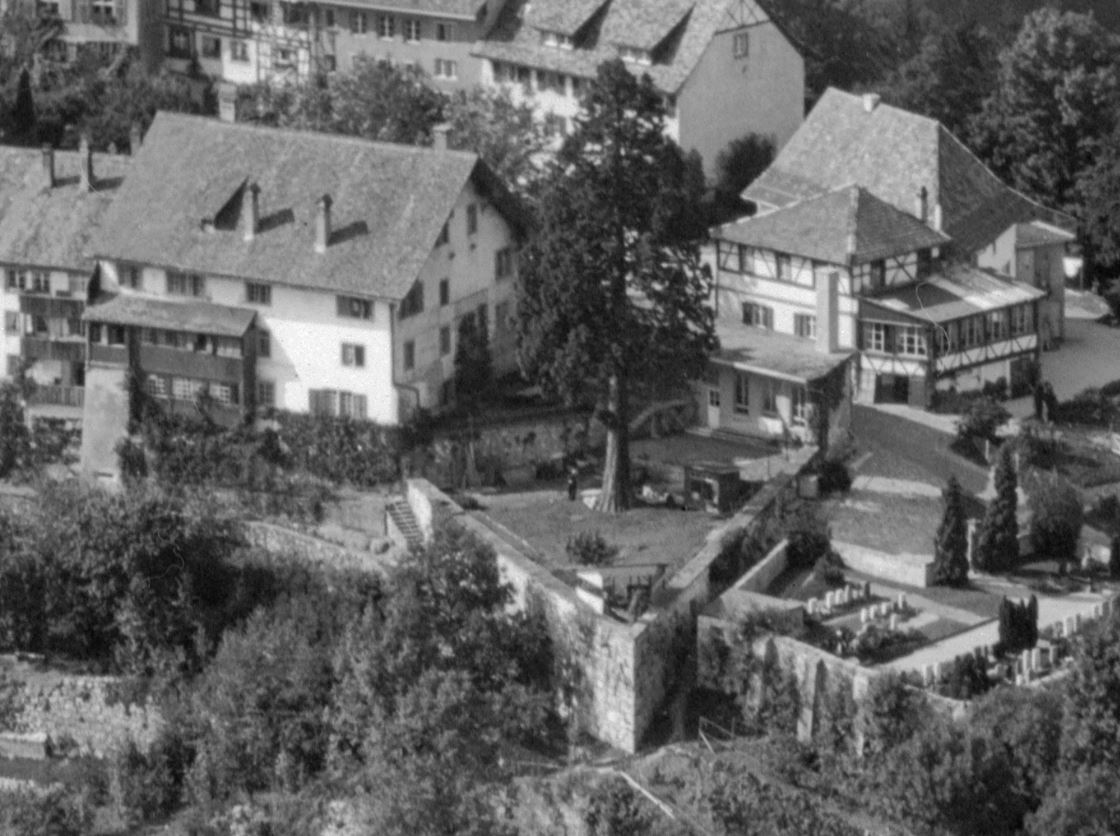
Erhaltenes Hornwerk der Schanze aus dem 17. Jahrhundert

## Attraktionen
- Regensberg besitzt einen kleinen Skilift
- Die Schlittelbahn von der Lägern bis zum Skilift

## Persönlichkeiten
- Kaspar Schmuz (1624–1686), Theologe und Teleskopbauer, war zwischen 1658 und 1686 Pfarrer von Regensberg
- Heinrich Angst (1847–1922), erster Direktor des Schweizerischen Landesmuseums
- Lotti Latrous (* 1953), Entwicklungshelferin in Grand-Bassam (Elfenbeinküste), Schweizerin des Jahres 2004